# Valgerður Sverrisdóttir
 (décembre 2023).
Si vous disposez d'ouvrages ou d'articles de référence ou si vous connaissez des sites web de qualité traitant du thème abordé ici, merci de compléter l'article en donnant les références utiles à sa vérifiabilité et en les liant à la section « Notes et références ».
Valgerður Sverrisdóttir, née le 23 mars 1950 à Grýtubakkahreppur, est une femme d'État islandaise membre du Parti du progrès (Fram). Elle est ministre des Affaires étrangères entre 2006 et 2007.

## Biographie

### Débuts en politique
Elle est élue en 1987 députée à l'Althing, à l'âge de 37 ans. Première vice-présidente du Parlement entre 1992 et 1995, elle occupe pendant les quatre années qui suivent la présidence du groupe parlementaire du Fram.

### Carrière ministérielle
Le 31 décembre 1999, Valgerður Sverrisdóttir est nommé ministre de l'Industrie et du Commerce dans le troisième gouvernement de coalition du conservateur Davíð Oddsson. Elle est confirmée dans son quatrième cabinet le 23 mai 2003, puis dans l'exécutif formé le 15 septembre 2004 par le président du Fram Halldór Ásgrímsson.
Après la démission d'Ásgrímsson et son remplacement par le conservateur Geir Haarde, elle est choisie le 15 juin 2006 pour prendre la suite de ce dernier aux fonctions de ministre des Affaires étrangères. À 56 ans, elle devient la première femme à diriger la diplomatie islandaise.

### Vice-présidente du Parti du progrès
Elle est remplacée par la sociale-démocrate Ingibjörg Sólrún Gísladóttir le 24 mai 2007, et est nommée vice-présidente du Fram le 10 juin suivant par le nouveau président du parti, Guðni Ágústsson. Première femme à exercer cette responsabilité, elle prend l'intérim de la présidence le 17 novembre 2008, après le retrait de la vie politique d'Ágústsson. Elle ne se présente pas à l'élection du 18 janvier 2009, qui consacre la victoire de Sigmundur Davíð Gunnlaugsson. Birkir Jón Jónsson lui succède ensuite à la vice-présidence.
Elle ne postule pas aux législatives anticipées convoquées peu après et met alors un terme à sa carrière politique.